# Джоан Луй (фільм)
«Джоан Луй» (італ. «Joan Lui») — італійський художній фільм, випущений 25 грудня 1985 року, головну роль в якому виконав Адріано Челентано, він же був режисером, сценаристом, композитором й монтажером картини. Його сюжет розповідає про другий прихід Ісуса Христа на Землю. Протягом всього фільму звучать пісні у виконанні Челентано. Це третя режисерська робота Челентано, а також останній фільм за участю його дружини Клаудії Морі, яким завершилася її 26-річна акторська кар'єра.
Фільм став одним з найдорожчих на той час в італійському кіно (близько 20 мільярдів лір) й мав низку проблем з виробництвом та просуванням, наприкінці сезону 1985–86 років він був лише 23-м за касовими зборами в Італії, тоді як в Німеччині та СРСР він отримав значно більший успіх у публіки.

## Сюжет
Джоан Луй, проповідник, який з'явився з нізвідки й немає минулого, після виснажливої подорожі поїздом в оточенні чорношкірих расистів прибуває до Італії, де змушений стати свідком серйозних соціальних проблем, що стоять перед суспільством, включаючи викрадення Емануели Карбоні (персонаж-аналог особи Емануели Орланді). Луй веде проповіді щодо спасіння людства, тавруючи лицемірство та гедонізм. З групою вірних послідовників, яких він знайшов на своєму шляху, Джоан Луй починає свою швидку мандрівку світом людей, викликаючи інтерес шоу-менеджера Джуді Джонсон та її помічника Френкі, журналістки видання «Corriere dell'Est» Тіни Фостер й інших. Луй виконує свою таємничу музику, у якій зосереджує увагу на почуттях та очікуваннях людей.
Володар світу Джарак спочатку намагається розбестити Луя під виглядом могутнього східного торговця, а потім намагається вбити його, найнявши вбивцю, якому не вдається зробити це ні лазером, ні двома пістолетами. Луй з'являється на телебаченні, викриваючи корумпованість правителів світу, після цього Джуді віддає йому тридцять срібників, розуміючи що вона є реінкарнацією Юди й хоче повернути тисячолітній борг. Під час відходу Луя починається грандіозний землетрус, який змушує під ногами збожеволівших від страху людей валитися будинки і міста.
Одного разу в понеділок я прийду на цю землю— гасло фільму

## Виробництво
Челентано планував створити «Джоан Луя» з часів картини «Безумство Джеппо» (1978), за його сценарієм та постановкою, але сім'я продюсерів Маріо та Вітторіо Чеккі Горі довго не погоджувалася на його ідею й відкладали її. Зрештою, завдяки великим касовим зборам таких фільмів, як «Приборкання норовистого», «Ас», «Шалено закоханий» й інших, які остаточно закріпили в очах широкої публіки за співаком статус актора, продюсери погодилися зняти «Джоан Луя», проте з умовою, щоб він зіграв в комедіях «Він гірший за мене» (1985) та «Буркотун» (1986).
Постановка «Джоан Луя» вийшла дуже дорогою, у понад 20 мільярдів лір, що для тогочасних італійських середньобюджетних фільмів, особливо в порівнянні з іншими менш «вибагливими» картинами, зіграними Челентано, який ще до початку його зйомок працював над ним близько двох з половиною років. До фінансування фільму та його створення також підключилися Сільвіо Берлусконі та західнонімецькі інвестори.
Ще до початку зйомок фільму почалися проблеми із його створенням: через подовження термінів відрядженнь десятків танцюристів, запрошених Челентано із США, які простоювали тижнями, нічого не роблячи в Римі — витрати на їхню платню поглинали більшу частину бюджету виробництва картини. Зйомки фільму, що відбувалися в Генуї та Римі, тривали майже 8 місяців (з січня до жовтня 1985 року).

## У ролях
- Адріано Челентано — Джоан Луй
- Клаудія Морі — Тіна Фостер
- Марта Келлер — Джуді Джонсон
- Федеріка Моро — Емануела Карбоні
- Едвін Меріан — капітан Артур
- Джан Фабіо Боско — Вінстон
- Мірко Сетаро — Музіко
- Ріта Расік — співачка в храмі
- Харухіко Яманукі — Джарак
- П'єро Нуті — Френкі
- Едоардо Романо — голова Ради
- Сал Борджезе — Френк
- Джино Кольяндро — бармен
- Андре Де Ла Рош — епізод
- Франческо Сальві — кореспондент новин
- Романо Пуппо — вбивця
- Венді Тейлор — Мамі

## Знімальна група
- Режисер — Адріано Челентано
- Сценарій — Адріано Челентано
- Продюсер — Маріо Чеккі Горі, Вітторіо Чеккі Горі
- Оператор — Альфіо Контіні
- Композитор — Адріано Челентано, Рональд Джексон, Пінуччіо Піраццолі
- Художник — Лоренцо Баральді, Єлена Манніні
- Монтаж — Адріано Челентано

## Реліз

### Дати виходу
Вперше фільм був показаний в італійських кінотеатрах 25 грудня 1985 року. Для реклами «Джоан Луя», перед його випуском, продюсери спеціально орендували аероплани та гелікоптери з афішами фільму.
В СРСР фільм був представлений 17 червня 1987 року й випущений у 125-хвилинній версії, незважаючи на те що Челентано до цього оскаржував в Італії скорочення фільму продюсерами. Для перекладу фільму на російську мову Челентано особисто звернувся до перекладача Ніколаєва. Через обмеженість часу вставляти субтитри російською стало неможливим, і тому було вирішено використовувати в кінотеатрах синхронний переклад, що тоді було дуже поширено в радянському кіно. На перекопіювання фільму та всі інші реставраційні роботи знадобилося загалом 200 мільйонів лір.

### Прийом: скандал і вилучення
На момент прем'єри 25 грудня 1985 року фільм мав велику тривалість (163 хвилини), що викликало невдоволення Чекі Горі, тому що через це, можна було давати лише по три сеанси його показу в кінотеатрах на день, замість чотирьох, що відповідно призводило до менших зборів.
У перші тижні показу фільм зустрів холодну реакцію не лише з боку спеціалізованих критиків, але й публіки, яким, зокрема, не подобалося музичне подання сюжету фільму. У базі даних сайту IMDb фільм має досить низький рейтинг. Рішення випустити фільм на екрани саме в Різдво теж не допомогло його успішному прокату. Приблизно через місяць показу «Джоан Луя» вдалося зібрати всього 4,7 мільярдів лір, цифру, яка з урахуванням вартості виробництва надалі не віщувала успіху, продюсери, зіткнувшись із цим неприємним фактом, зробили відчайдушний крок: без відома Челентано вони відкликали фільм з прокату й перемонтували, скоротивши його тривалість до 133 хвилин, в надії не лише збільшити до нього інтерес публіки, але, щоб хоч якось відшкодувати витрати на нього. Повна версія фільму показувалася в Римі, а в Мілані її замінили скороченою версією. Однак і скорочена версія фільму виявилася невдалою: через поспішний монтаж — з'явилися добре помітні глядачеві дефекти прояву плівки (зміна кольору у кадрах, зернистість зображення, грубі стикування кадрів тощо).
Завдяки повідомленню шанувальника, Челентано, виявивши зміну версії «Джоан Луя», 5 січня 1986 року зажадав негайної конфіскації фільму, подавши до суду на Чекі Горі, звинувативши їх у тому, що вони «зіпсували його витвір мистецтва та репутацію» й завдали йому збитків на 10 мільярдів лір, а також відмовився від участі у зйомках «Буркотуна», який згідно договірних зобов'язань слідувало знімати відразу після цієї картини. Наступного дня в інтерв'ю в телепрограмі «Fantastico» Челентано сказав, що готовий зняти звинувачення, якщо продюсери відновлять показ оригінальної версії. Конфіскація фільму на вимогу Челентано набула чинності лише тоді, коли фільм вже був знятий з прокату, через сильне падіння його переглядів, як у скороченому, так і у повному варіанті. Усього «Джоан Луй» зібрав в Італії всього 7,3 мільярдів лір, таким чином картина не окупила і половини свого бюджету, який склав 20 мільярдів.
Пізніше Челентано викупив права на фільм і все ж знявся в «Буркотуні». Через кілька років «Джоан Луй» був знову перероблений і скорочений самим Челентано до 125 хвилин для телевізійної трансляції на «Mediaset», потім це версія також була випущена на DVD компанією Medusa Video у 2011 році.
Проте в СРСР фільм мав успіх, де він показувався за бажанням Михайла Горбачова.

## Оцінки критиків
Сприйняття критикою фільму, особливо з боку католицького та політичного середовища на той час, загалом не було позитивним.
Морандо Морандіні у своєму довіднику надає фільму півтори зірки з п'яти, написавши: «Чудовий відеокліп, заснований на візуальному шоці, повний музики, з монументальними декораціями та ретельно продуманим монтажем. Справжнє свято кічу ще й на ідеологічному рівні».
Паоло Мерегетті дуже критикував фільм, давши йому у своєму довіднику одну зірку з чотирьох (мінімум), написавши: «Завдяки грошам Чеккі Горі Челентано інсценував своє особисте марення всемогутності, особисте переосмислення християнства в мюзиклах. Авторизований, змонтований, інсценований, змузикований, інтерпретований і поставлений з абсолютною відсутністю будь-якої міри й скромності, фільм є фальшиво-апокаліптичним маренням, яке вдається до банального перерахування найгірших кліше байдужості».
Франческо Мінінні, висловлюючи негативне технічне судження про фільм, високо оцінив його наміри: «Останнє божевілля національного походження, яке вважається майже всіма потворним, фільм Челентано, претензійний і абсолютно позбавлений оповідального балансу, у будь-якому випадку є актом мужності за часів лицемірства. Не розпинатимемо його, не обговоривши це».

### Кінорецензії
Дуже амбітний задум італійського сценариста-режисера-актора-композитора-співака Адріано Челентано про якогось нового месію Джоані Луї (тобто Джоан Він), який з'явився в світ для порятунку або, навпаки, покарання всього людства, але знову не був пізнаний і зрозумілий, отримавши від скандальних газетярів прізвисько Людина-П'ятниця. Картина поставлена сумбурно, еклектично, анархічно, вона надзвичайно багатозначна і претензійна, абсолютно незрозуміла з основної думки, оскільки і в голові автора панує неймовірне сум'яття.

Створюється таке враження, що він сам до пуття не знає, яка з ідей є головною в цьому "посланні заблукалому людству". Ряд оригінальних номерів, як в концерті, не можуть підтримати інтерес до стрічки на всьому її тривалому (майже тригодинному) протязі. Як партнерки актора виступають відразу три красиві жінки, в тому числі — і його дружина в реальному житті, Клаудія Морі. Забавно, що в Італії цей фільм вирішили випустити на екрани саме в Різдво, що аж ніяк не допомогло його успішному прокату, як і скорочення хронометражу іншою версією на цілих півгодини — кінорецензія Сергія Кудрявцева „Комедійна притча“ у виданні „Книга кінорецензій «3500»“, 1990 рік.Оригінальний текст (рос.)
Очень амбициозный замысел итальянского сценариста-режиссёра-актёра-композитора-певца Адриано Челентано о некоем новом мессии Джоане Люи (то есть Джоан Он), который явился в мир для спасения или, напротив, наказания всего человечества, но опять не был узнан и понят, получив от скандальных газетчиков прозвище Человек-Понедельник. Картина поставлена сумбурно, эклектично, анархично, она чрезвычайно многозначительна и претенциозна, совершенно неясна по основной мысли, поскольку и в голове автора царит невероятная сумятица.
Создаётся такое впечатление, что он сам толком не знает, какая из идей является главной в этом "послании заблудшему человечеству". Ряд оригинальных номеров, как в концерте, не могут удержать интерес к ленте на всём её долгом (почти трёхчасовом) протяжении. В качестве партнёрш актёра выступают сразу три красивые женщины, в том числе — и его жена в реальной жизни, Клаудия Мори. Забавно, что в Италии этот фильм решили выпустить на экраны именно в Рождество, что отнюдь не помогло его успешному прокату, как и сокращение хронометража другой версии на целых полчаса
У 70-х роках Адріано Челентано поставив фільми „Юппі-ду“ і „Божевільний Джеппо“.

У 80-х — музичну притчу на релігійну тему „Джоан Він“. «Те, єдине, до чого треба прагнути у житті, — це любов», — не втомлюється говорити Адріано. І фільм „Джоан Він“ став його палким закликом до вічних моральних цінностей. А. Челентано зіграв в цій картині нового Христа, який прийшов на Землю, щоб нести людству любов… Фільм не приніс успіху: незважаючи на окремі цікаво продумані музично — хореографічні сцени, позначилися жанрова аморфність, деяка ваговитість дії. Глядачі, які налаштувалися на початку картини на забавну комедію, опинилися розчарованими. Шанувальники ж філософської притчі вважали фільм занадто легковажним… Після невдачі з „Джоан Він“ і комедії „Буркотун“ Челентано на час пішов з кіно. Не просто складалося і його особисте життя, бо навіть статуя Клаудії Морі, поставлена Адріано перед фасадом його вілли, не завадила йому не на жарт захопитися своєю партнеркою Орнеллою Муті. До того ж під час однієї з передвиборних компаній він невдало виступив по телебаченню, за що потрапив під суд, який засудив його до великого штрафу… — російський кінокритик Олександр Федоров.
Оригінальний текст (рос.)
В 70-х годах Адриано Челентано поставил фильмы „Юппи-ду“ и „Безумец Джеппо“.
В 80-х — музыкальную притчу на религиозную тему „Джоан Он“. "То, единственное, к чему надо стремиться к жизни, — это любовь", — не устает говорить Адриано. И фильм „Джоан Он“ стал его страстным призывом к вечным моральным ценностям. А. Челентано сыграл в этой картине нового Христа, который пришел на Землю, чтобы нести человечеству любовь... Фильм не принес успеха: несмотря на отдельные интересно решенные музыкально - хореографические сцены, сказались жанровая аморфность, некоторая тяжеловесность действия. Зрители, настроившиеся в начале картины на забавную комедию, оказывались разочарованными. Поклонники же философской притчи посчитали фильм слишком легковесным... После неудачи с „Джоан Он“ и комедии „Ворчун“ Челентано на время ушел из кино. Не просто складывалась и его личная жизнь, ибо даже статуя Клаудии Мори, поставленная Адриано перед фасадом его виллы, не помешала ему не на шутку увлечься своей партнершей Орнеллой Мути. К тому же во время одной из предвыборных компаний он неудачно выступил по телевидению, за что попал под суд, приговоривший его к крупному штрафу...

## Музика
У 1985 році Челентано випустив однойменний альбом — «Joan Lui», який містив саундтреки до фільму. Окрім Челентано, у двох піснях співали Ріта Расік та Клаудія Морі.
| #  | Назва              | Тривалість |
| -- | ------------------ | ---------- |
| 1. | «L'uomo perfetto»  | 4:58       |
| 2. | «Sex Without Love» | 3:04       |
| 3. | «Il tempio»        | 5:43       |
| 4. | «Mistero»          | 6:00       |
| 5. | «Lunedì»           | 4:43       |
| 6. | «Qualcosa nascerà» | 6:17       |
| 7. | «Splendida e nuda» | 5:45       |
| 8. | «L'ora è giunta»   | 8:19       |
| 9. | «La prima stella»  | 4:16       |

## Телетрансляція
Перша телевізійна трансляція фільму вийшла на Canale 5 у суботу, 26 листопада 1988 року, о 20:30. Вона була змонтована самим Челентано, ця версія мала тривалість 125 хвилин. Згодом його транслювала телемережа «Telemontecarlo» у повній версії.